# مستشفى طهطا العام
مستشفى طهطا العام هو مستشفي في طهطا، سوهاج، مصر.

## الوصف
المستشفى بتصميمها الجديد تضم 149 سرير إقامة مرضى، و 30 سرير للعناية المركزة، 31 سرير أطفال مبتسرين، بالإضافة إلى 120 أسرة نوعية، كما تضم المستشفى 4 غرف عمليات، بالإضافة إلى غرفة لعمليات النساء والتوليد، وغرفة لقسطرة القلب، و 70 سرير للغسيل الكلوي، واستقبال طوارئ يضم 19 سريرا، و 5 غرف أشعة متنوعة، بالإضافة إلى 5 معامل، وبنك للدم.
المرحلة الثانية من أعمال تطوير مستشفى طهطا العام، تشمل " تطوير مبنى العيادات القديم بإجمالي مسطح 7800 متر، وإنشاء مبنى الإقامة بإجمالي مسطح 3664 مترا، بالإضافة إلى تعلية مبنى الغسيل الكلوي، وإنشاء طابقين الخامس والسادس.